# Fimcap
Международная федерация католических движений (фр. Fédération Internationale des Mouvements Catholiques d’Action Paroissale, FIMCAP) является международной зонтичной организацией, объединяющей католические молодёжные ассоциации. В рамках Fimcap 35 федераций, входящих в 33 страны Европы, Африки, Азии и Южной Америки, объединяются по всему миру. Она была основана в 1962 году и признана Папским советом мирян как международная католическая организация.

## История
В 1959 году французские, бельгийские и голландские католические молодёжные ассоциации впервые работали в Люцерне над проектом международной ассоциации. Первая конференция делегатов состоялась в Германии в 1960 году в рамках Всемирного Евхаристического Конгресса в Мюнхене. В октябре 1961 года было основано одиннадцать ассоциаций. На Пасху 1962 года FIMCAP была официально воздвигнута. После своего признания в 1976 году Папским советом мирян FIMCAP является «международной католической организацией» и, таким образом, членом Конференции Совета.